# Шир Алі хан Баракзай
Шир Алі хан (1825 або 1823 , Емірат Афганістан  — 21 лютого 1879 , Кабул, Емірат Афганістан ) — син Дост Мухаммеда хана з роду Баракзаїв (1825 — 1879) — емір Афганістану.

## Життєпис

### Діяльність
Після смерті батька у 1863 році захопив владу у місті Кандагар, претендуючи на звання еміра й на владу над усім Афганістаном. Він зустрів опір з боку двох старших братів, Афзула (батька Абдур-Рахмана) й Азама, які володарювали в Гераті й у цілому на півночі країни. З них перший (а після його смерті від холери у 1867 році і другий) також проголосив себе еміром. Війна між братами тривала 6 років. Спочатку Афзул (або, точніше, його син Абдур-Рахман) здобував перемоги, але після його смерті військове щастя виявилось на боці Шир-Алі. Абдур-Рахман втік до російських володінь, а емір Азам до Персії, й Шир-Алі залишився одноосібним еміром Афганістану.
Його управління країною було продовженням управління його попередників. Країна залишалась у сталому варварському стані; правителі окремих міст і провінцій були майже самостійними царьками, з якими еміру часом доводилось вести війну; розбійники панували у багатьох місцях країни, і уряд проводив з ними перемовини як з рівноправною стороною. Для розвитку країни нічого не було зроблено. Спершу політика Шир-Алі була англофільською, але під час російсько-турецької війни 1877 — 1878 років Шир-Алі здійснив спробу скористатись збудженням мусульманського фанатизму й почав війну з Англією з метою захоплення деяких мусульманських земель, які раніше належали Афганістану, а потім приєднались до Індії. У цій війні він був розбитий, і, залишивши владу своєму сину Якуб-хану, втік у 1878 році до російських володінь.